# Curro Vacas
Francisco Juan Vacas Navarro, más conocido como Curro Vacas, (Córdoba, 21 de noviembre de 1979) es un exfutbolista español que jugaba de centrocampista.

## Carrera deportiva
Formado en la cantera del Córdoba Club de Fútbol, en la temporada 2000-01 comienza a ir convocado con el primer equipo verdiblanco a partidos de Segunda División. Sin embargo, en los mismos no tiene participación, marchándose a final de temporada al Club Deportivo Numancia, que también jugaba en Segunda División. 
En su temporada del debut en Segunda, disputó 27 partidos y marcó un gol, números que no le valieron para continuar en el Numancia, teniendo que marcharse al final de campaña al Zamora Club de Fútbol de la Segunda División B. Pese a no realizar una buena temporada en el Zamora, el Club Atlético de Madrid le ficha para formar parte de su filial durante la temporada 2003-04. El Atlético B también jugaba en Segunda B.
Después de una gran temporada, el Atlético B se alza con el título de campeón del grupo II de la categoría. Sin embargo, no logran el ascenso a Segunda. Uno de los equipos que si logró el ascenso a Segunda División, el Racing de Ferrol, le ficha para la temporada 2004-05, donde consigue asentarse en el once titular del equipo gallego en la categoría de plata del fútbol español.
Sin embargo, Vacas, decide partir en 2005 al Poli Ejido, donde permanece tres temporadas. En el Poli Ejido disputó 72 partidos y marcó un gol, todo ello en Segunda División.
En 2008 regresa al Zamora, que continuaba en Segunda División B, siendo un jugador muy importante para el club castellano-leonés.
Entre 2009 y 2011 juega de nuevo en el Racing de Ferrol, haciéndolo en Segunda B y Tercera División.
Después jugó dos años en el Lucena, y otros dos años en el Conquense, jugando los cuatro en Segunda B, aunque bajando en el último año con el Conquense a Tercera División.
Entre 2015 y 2017 jugó con el Ciudad de Lucena en Primera División Andaluza, y se retiró en 2018 en el Espeleño.

## Clubes
| Club             | País   | Año         |
| ---------------- | ------ | ----------- |
| Córdoba B        | España | 1998 - 2001 |
| Numancia         | España | 2001 - 2002 |
| Zamora           | España | 2002 - 2003 |
| Atlético B       | España | 2003 - 2004 |
| Racing de Ferrol | España | 2004 - 2005 |
| Poli Ejido       | España | 2005 - 2008 |
| Zamora           | España | 2008 - 2009 |
| Racing de Ferrol | España | 2009 - 2011 |
| Lucena           | España | 2011 - 2013 |
| Conquense        | España | 2013 - 2015 |
| Ciudad de Lucena | España | 2015 - 2017 |
| Espeleño         | España | 2017 - 2018 |